# Pomiar w mechanice kwantowej
Pomiar układu fizycznego wprowadza niezbędne oddziaływanie między przyrządem pomiarowym a układem. Ponieważ materia z natury jest kwantowa, to nie jest możliwe dowolne zmniejszenie tego oddziaływania.
Jeżeli np. chcemy zaobserwować jakiś obiekt, to najczulszym „przyrządem pomiarowym” do realizacji tego celu będzie jeden foton. Jeżeli liczba atomów badanego obiektu będzie rzędu 1020, to odrzut spowodowany uderzeniem fotonu w obiekt będzie niezauważalny. Możemy więc przyjąć, że obiekt nie doznał żadnego zakłócenia wskutek pomiaru.
Natomiast jeżeli w analogiczny sposób chcielibyśmy „zmierzyć” elektron, to rozpatrując standardowe jego rozmiary rzędu 10−15 m wymagają użycia fotonu o długości fali mniejszej od rozmiarów elektronu. Foton o takiej długości fali posiada energię rzędu 108 MeV. Gdyby badany elektron był elektronem atomu wodoru (energia wiązania kilka eV), to zderzenie fotonu z elektronem spowodowałoby w konsekwencji nieograniczony odrzut elektronu. Nie można jednak użyć do pomiaru mniejszej części fotonu ze względu na kwantową naturę pola elektromagnetycznego.